# Balatonfőkajár
Balatonfőkajár är ett samhälle i Veszprém i Ungern. Balatonfőkajár ligger i distriktet Balatonalmádi och har en area på 21,92 km². År 2019 hade Balatonfőkajár totalt 1 336 invånare.